# Heinrich-Heine-Denkmal (Düsseldorf)
Insgesamt fünf Denkmale für Heinrich Heine in Düsseldorf wurden im Laufe der Jahre errichtet. Einen ersten Versuch gab es ab 1887, der jedoch im Zuge eines „Denkmalstreites“ nicht zustande kam. 1932 entstand „Der aufstrebende Jüngling“ von Georg Kolbe, zuletzt 2012 das „Buch Heine“ von Bert Gerresheim.
Heine selbst ging davon aus, nach seinem Tod in Düsseldorf durch ein Denkmal geehrt zu werden. In einem Brief an seinen Bruder Max schrieb er am 29. August 1837: „Ich werde wahrscheinlich die Zahl jener edelsten und größten Männer Deutschlands vermehren, die mit gebrochenem Herzen und zerrissenem Rock ins Grab steigen. In Düsseldorf wird mir dann wohl ein Monument gesetzt werden.“

## In Düsseldorf initiierte bzw. aufgestellte Heinrich-Heine-Denkmäler

### „Loreley“ von Ernst Herter 1887
Einen ersten Versuch zur Errichtung eines Heinrich-Heine-Denkmals in Düsseldorf unternahm 1887 ein Komitee für die Errichtung eines Heine-Denkmals, dessen Anliegen auch die Kaiserin Elisabeth von Österreich-Ungarn, die den Dichter besonders innig verehrte, mit einer Zusage über 50.000 Mark beitrat. Dem Komitee saß Oberbürgermeister Ernst Heinrich Lindemann vor. Im Weiteren zählten u. a. August Courth, Edmund Henoumont, Emil Hünten, Eduard von Oppenheim, Adolf von Randow, Emil Rittershaus und Adolf Schill zu seinen Mitgliedern. In der Düsseldorfer Kunsthalle fand eine Ausstellung von Entwürfen des Bildhauers Ernst Herter statt. Weitere Spenden aus der Bürgerschaft waren bereits gesammelt, als nach einer im Deutschen Reich und in Österreich geführten öffentlichen Debatte, die teilweise durch antisemitische und nationalistische Beiträge geprägt war, die Kaiserin und weitere Unterstützer sich 1888 aus dem Projekt zurückzogen und es wenig später scheiterte.
Im Weiteren bemühten sich die Städte Mainz und Frankfurt am Main um das Denkmal. Es wurde schließlich 1899 in New York verwirklicht. Der umgesetzte Entwurf Herters zeigt die in Heines Gedicht Die Lore-Ley erwähnte Sagengestalt der Loreley.
Nach dem Scheitern des Düsseldorfer Heinrich-Heine-Denkmals ließ Kaiserin Elisabeth 1892 in ihrer Mittelmeerresidenz Achilleion auf Korfu ein eigenes Heine-Denkmal von Louis Hasselriis errichten. Nach Umwegen kam dieses 1939 nach Toulon und fand dort 1956 im Botanischen Garten seinen heutigen Platz (siehe Heinrich-Heine-Denkmal (Toulon)).

### „Akademikerstreich“ 1898
Unbekannte stellten im Juli 1898 in der „Fontaine-Grotte“ des Runden Weihers im Düsseldorfer Hofgarten die Figur eines Mannes „in nachlässig-vornehmer Pose“ auf, in der rechten Hand ein Bouquet. Am Fuße der Grotte war ein Schild mit folgender Aufschrift aufgestellt: „Dem großen Heinrich Heine das dankbare Düsseldorf!“ Die Figur wurde von einem Fotografen abgelichtet, ehe die Feuerwehr sie beseitigte.

### „Der aufstrebende Jüngling“ von Georg Kolbe 1932

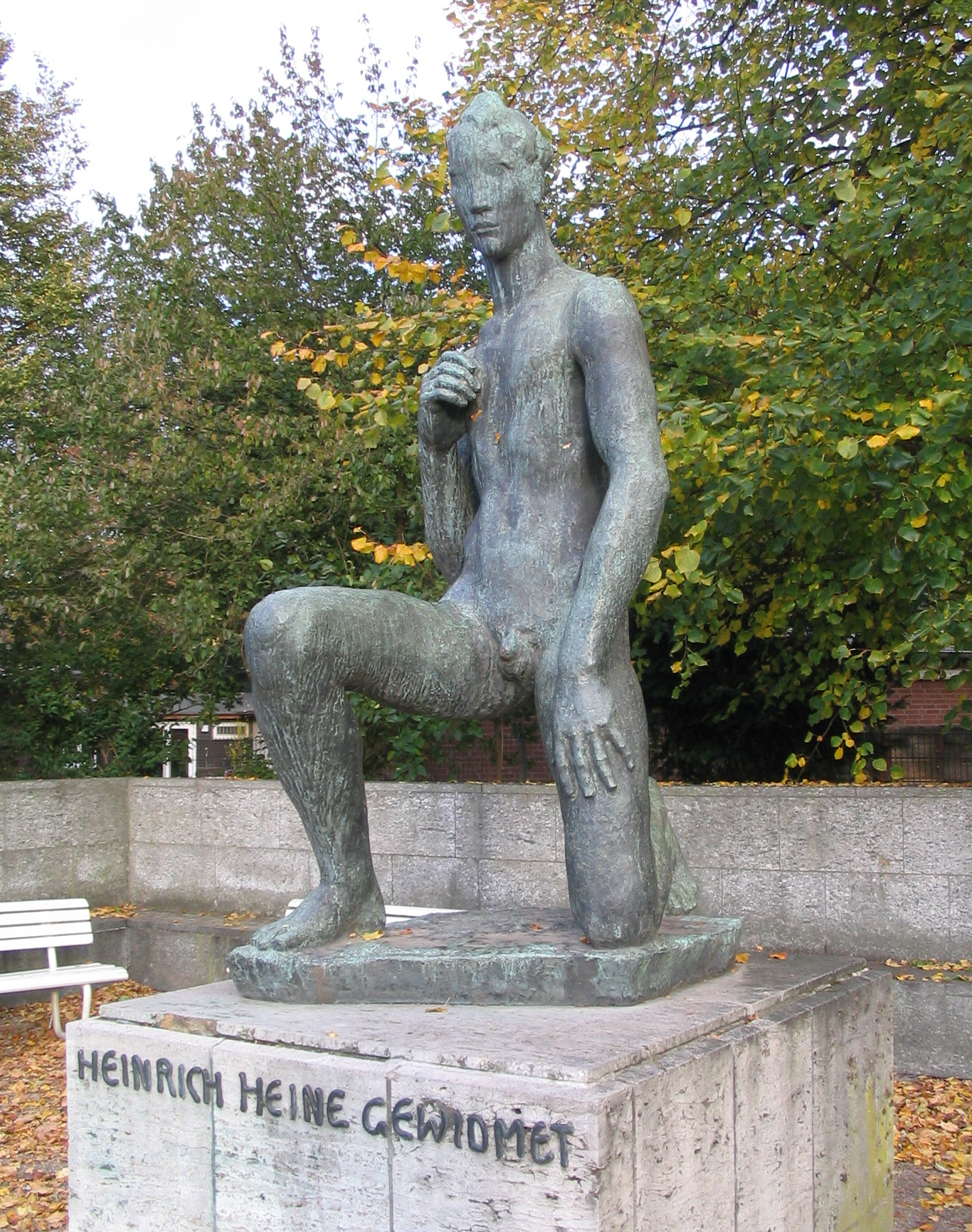
„Der aufstrebende Jüngling“ im Düsseldorfer Ehrenhof

1926 riefen die Schriftsteller Herbert Eulenberg und Hanns Heinz Ewers zur Errichtung eines Heinrich-Heine-Standbildes auf. 1929 schlossen sich der Forderung ein „Vorbereitender Ausschuß“, ein von Oberbürgermeister Robert Lehr getragener „Ortsausschuß“ und ein „Ehrenausschuß“ an. Der so initiierte zweite Versuch zur Errichtung eines Heine-Denkmals nahm 1931 konkrete Formen an. In diesem Jahr schrieb die Stadt Düsseldorf einen Wettbewerb aus, den der Bildhauer Georg Kolbe 1932 mit der Bronzeplastik Der aufstrebende Jüngling gewann. Weitere Preise erhielten Arno Breker und Johannes Knubel für ihre Entwürfe. Kolbe hatte 1913 bereits das Heine-Denkmal in Frankfurt am Main geschaffen, das erste und einzige in Deutschland, das mit Unterstützung der öffentlichen Hand errichtet wurde und den NS-Terror überstand.
Die Nationalsozialisten, die bereits im Jahr nach dem Düsseldorfer Wettbewerb an die Macht kamen, erlaubten jedoch keine Ehrung Heines mehr. Ohne eine entsprechende Widmung wurde Kolbes Skulptur daher zunächst in einem Vestibül des Kunstmuseums im Ehrenhof aufgestellt. Wie die Frankfurter Plastik, die ebenfalls nicht Heine selbst, sondern eine allegorische Figurengruppe darstellte, überstand sie die Diktatur und den Krieg, da Kolbe auch im NS-Staat als Künstler anerkannt war. 1949 wurde sie an den ursprünglich vorgesehenen Standort, den Ehrenhof gegenüber dem Haupteingang des heutigen NRW-Forums, versetzt. Erst 2002 brachte man auf ihrem Steinsockel die Aufschrift „Heinrich Heine gewidmet“ an.

### Heine-Gedenkstätte mit „Harmonie“ von Aristide Maillol 1953

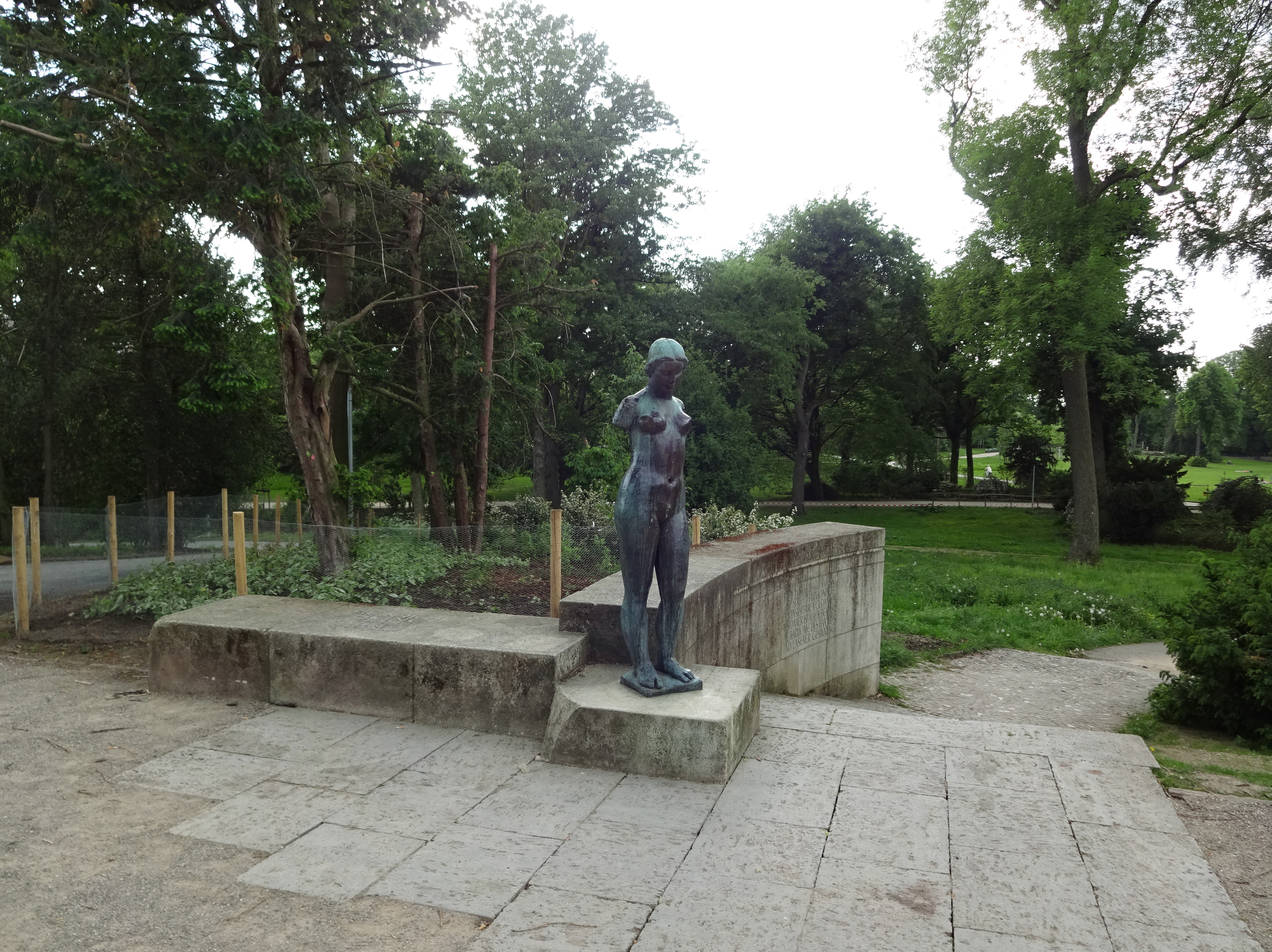
Heine-Gedenkstätte von Ivo Beucker mit der Skulptur „Harmonie“ von Aristide Maillol

1953 wurde auf dem Napoleonsberg im Hofgarten eine Heine-Gedenkstätte erstellt, die vom Kunstverein für die Rheinlande und Westfalen bezahlt wurde. Eine Treppenanlage wurde von einer Natursteinmauer und einem Natursteinpodest eingefasst, die Inschriften und ein Medaillon tragen. Darauf befindet sich die Skulptur „Harmonie“, ein Mädchentorso, des französischen Bildhauers Aristide Maillol.

### „Hockender Jüngling mit Buch“ von Arno Breker 1980
Herman Lohausen gründete 1979 eine Heinrich-Heine-Denkmal-Gesellschaft für die Errichtung eines Heinrich-Heine-Denkmals von Arno Breker. Diese wollte zunächst dessen 1932 entstandenen Entwurf ausführen lassen, jedoch schuf Breker 1980 ein Modell eines sitzenden jungen Mannes mit einem Buch in der Hand. Diese Plastik wurde vergrößert in Bronze gegossen.
Die Skulptur wurde von dem Kulturdezernenten Bernd Dieckmann abgelehnt, weil sie zu idealisierend und konventionell sei: „Heine als idealisierte Gestalt auf einem Sockel, das wäre heute, 125 Jahre nach seinem Tod, nur ein um 125 Jahre verspätetes Denkmal, nicht mehr […]. Unsere Zeit verlangt, gerade wenn es um Heine geht, mehr als ein konventionelles Denkmal […].“ Theo Lücker vermutet, dass es für die Stadt Düsseldorf vor allem politische Gründe gab, nämlich sich nicht an einer Rehabilitierung des NS-Propagandisten und Hitler-Günstlings beteiligen zu wollen.
Die Heinrich-Heine-Denkmal-Gesellschaft machte danach die Statue der Stadt Norderney zum Geschenk. Es wurde am 6. Dezember 1983 vor dem Kurtheater Norderney aufgestellt.

### „Gespaltener Heine“ von Bert Gerresheim 1981

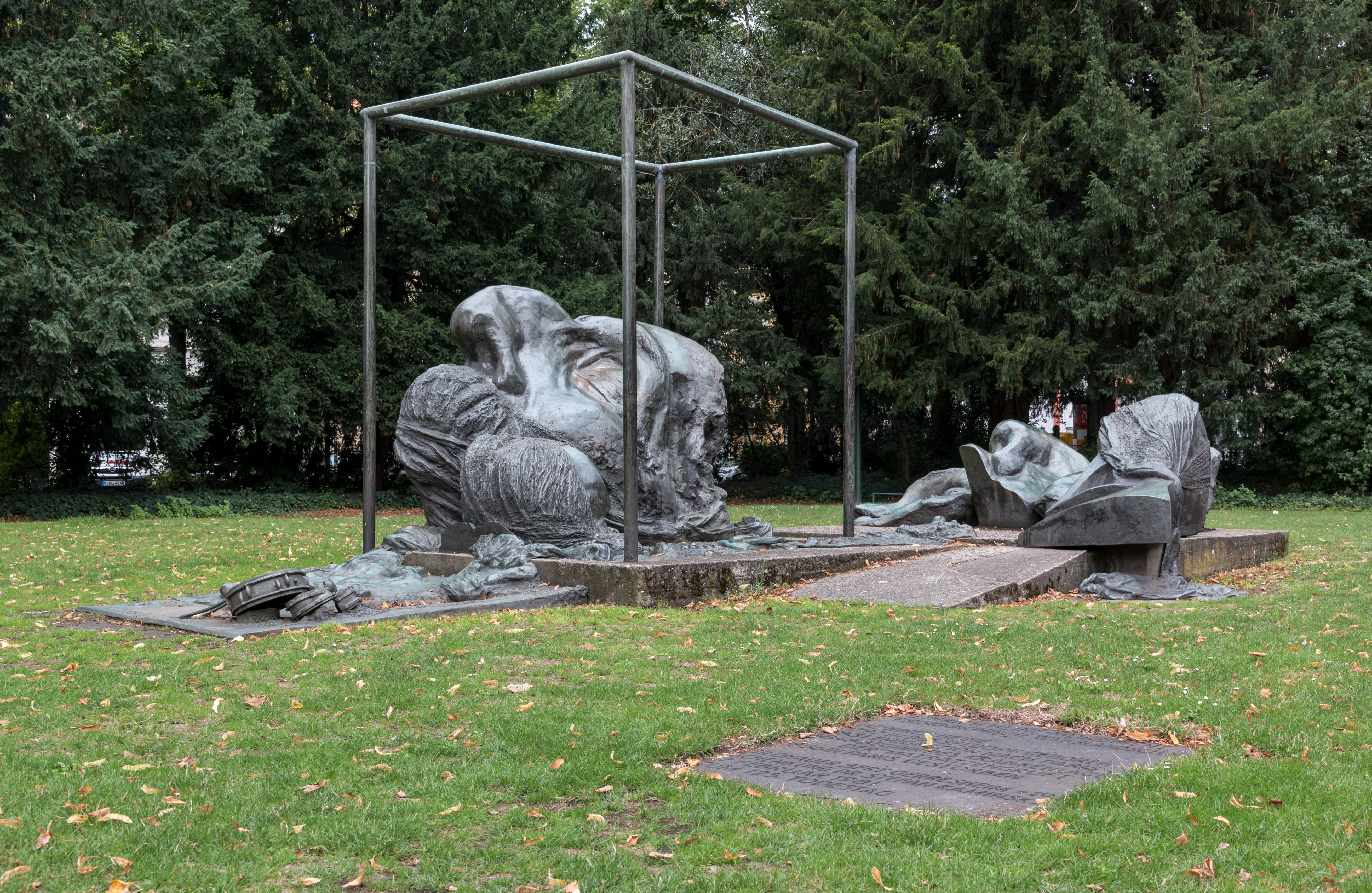
Das Heinrich-Heine-Denkmal auf dem Schwanenmarkt.

Das Heinrich-Heine-Monument am Südende der Parkanlage Schwanenmarkt ist eine Stiftung des Münchener Bankiers und Kunstmäzens Stefan Kaminsky an die Stadt Düsseldorf. Es zeigt Heinrich Heine in Gestalt seiner zerteilten Totenmaske. Es wurde 1978 von Bert Gerresheim entworfen und 1981 als patinierte Bronzeplastik von Raimund Kittl fertiggestellt. Die Übergabe an die Stadt fand unter großer Anteilnahme der Bevölkerung am 125. Todestag von Heinrich Heine statt.
Das Werk von Gerresheim war wegen der unkonventionellen Darstellung anfangs sehr umstritten. So wurde nach Enthüllung der Plastik gleich ein Protesttransparent angebracht. Das Werk wurde als „Schrottplatz“, „Schandmal“ sowie als „Lazarus-Gesicht mit seiner übertriebenen Judennase“ bezeichnet. Nach Dietrich Schubert soll die Skulptur die Zerrissenheit Heinrich Heines zeigen, die dieser etwa in seinen Reisebildern „Die Bäder von Lucca“ (1829) beklagte.
Neben dem Objekt ist eine Schrifttafel (in Versalien) in das Gras eingelassen (Stand 26. August 2022): „Heinrich-Heine-Monument | ‚Physiognomische Vexierlandschaft‘ || Heinrich Heine | 1797 in Düsseldorf geboren | 1831 Emigration nach Paris | 1848 Beginn des Krankenlagers der ‚Matratzengruft‘ | 1856 in Paris gestorben || Bildhauer Bert Gerresheim * 1935 | Schenkung Dr. Stefan Kaminsky | 17. Februar 1981 | zum 125. Todestag“.

### „Sinnender Heine“ nach Hugo Lederer 1994

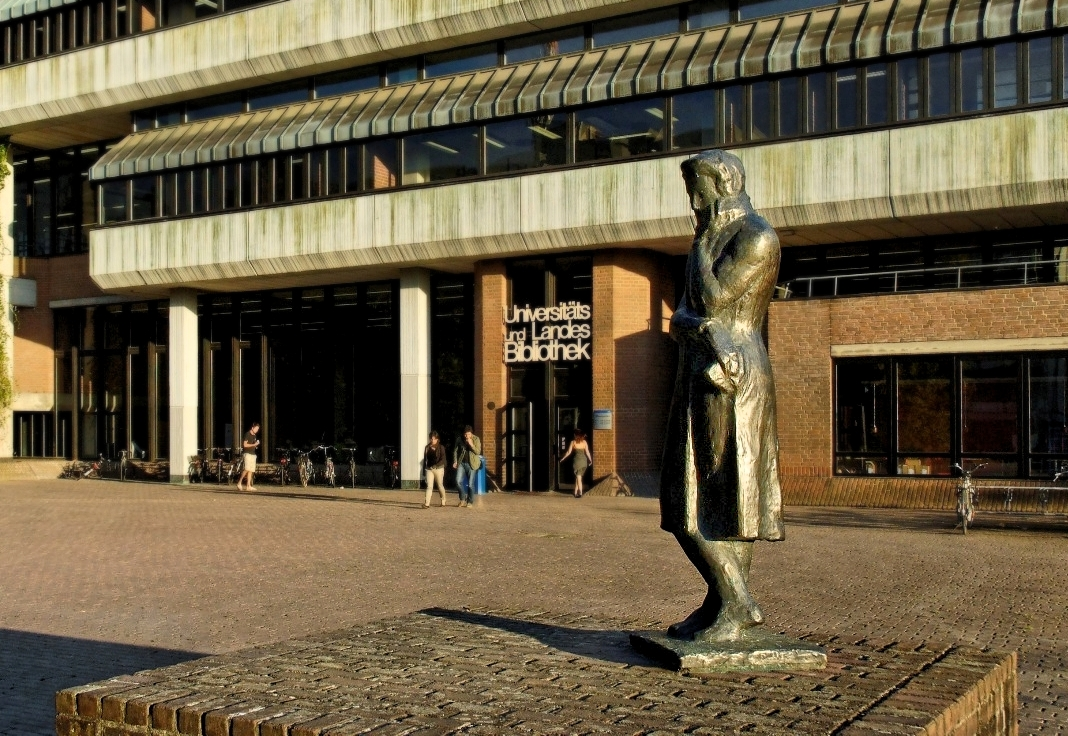
„Sinnender Heine“ vor der Universitäts- und Landesbibliothek Düsseldorf

Die Heinrich-Heine-Universität errichtete 1994 ein Heine-Denkmal, das auf ein 1933 von den Nationalsozialisten demontiertes Heinrich-Heine-Denkmal im Hamburger Stadtpark zurückgeht. Dieses hatte ein Stifter-Komitee um Alfred Kerr 1911 bei Hugo Lederer in Auftrag gegeben. Es war 1926 im Hamburger Stadtpark aufgestellt worden, auf einem vom Senat der Freien und Hansestadt Hamburg bereitgestellten Platz. 1933 wurde es demontiert und 1943 zusammen mit tausenden anderer Bronzegegenständen für die Rüstungsproduktion verschrottet und eingeschmolzen. 1982 wurde in Hamburg ein vom Bildhauer Waldemar Otto der ehemaligen Skulptur nachempfundenes Denkmal für Heinrich Heine auf dem Rathausmarkt aufgestellt, siehe Heinrich-Heine-Denkmal (Hamburg).
Hugo Lederers kleines Werkstattmodell der Heine-Statue hatte die Zeiten überdauert und befand sich im Besitz des Düsseldorfer Rechtsanwaltes Friedrich Maase. Nach ihm wurde in Vergrößerung erneut eine Bronzeplastik hergestellt (Bildhauer: Stefan Saxen), die am 16. Juni 1994 auf dem Universitätscampus vor dem Gebäude der Universitäts- und Landesbibliothek Düsseldorf als Denkmal eingeweiht wurde.

### Heinrich-Heine-Büste für dieWalhallavon Bert Gerresheim 2010
Der Düsseldorfer Freundeskreis Heinrich Heine unter Führung des Unternehmers Karl-Heinz Theisen initiierte eine Aufnahme Heines in die Walhalla im bayrischen Donaustauf. Die 1842 errichtete Gedenkstätte hatte der Dichter seinerzeit selbst als „marmorne Schädelstätte“ verspottet. Im Juli 2010 wurde eine nach Heines Totenmaske gefertigte Marmorskulptur des Bildhauers Bert Gerresheim dort aufgestellt.

### „Buch Heine“ von Bert Gerresheim 2012

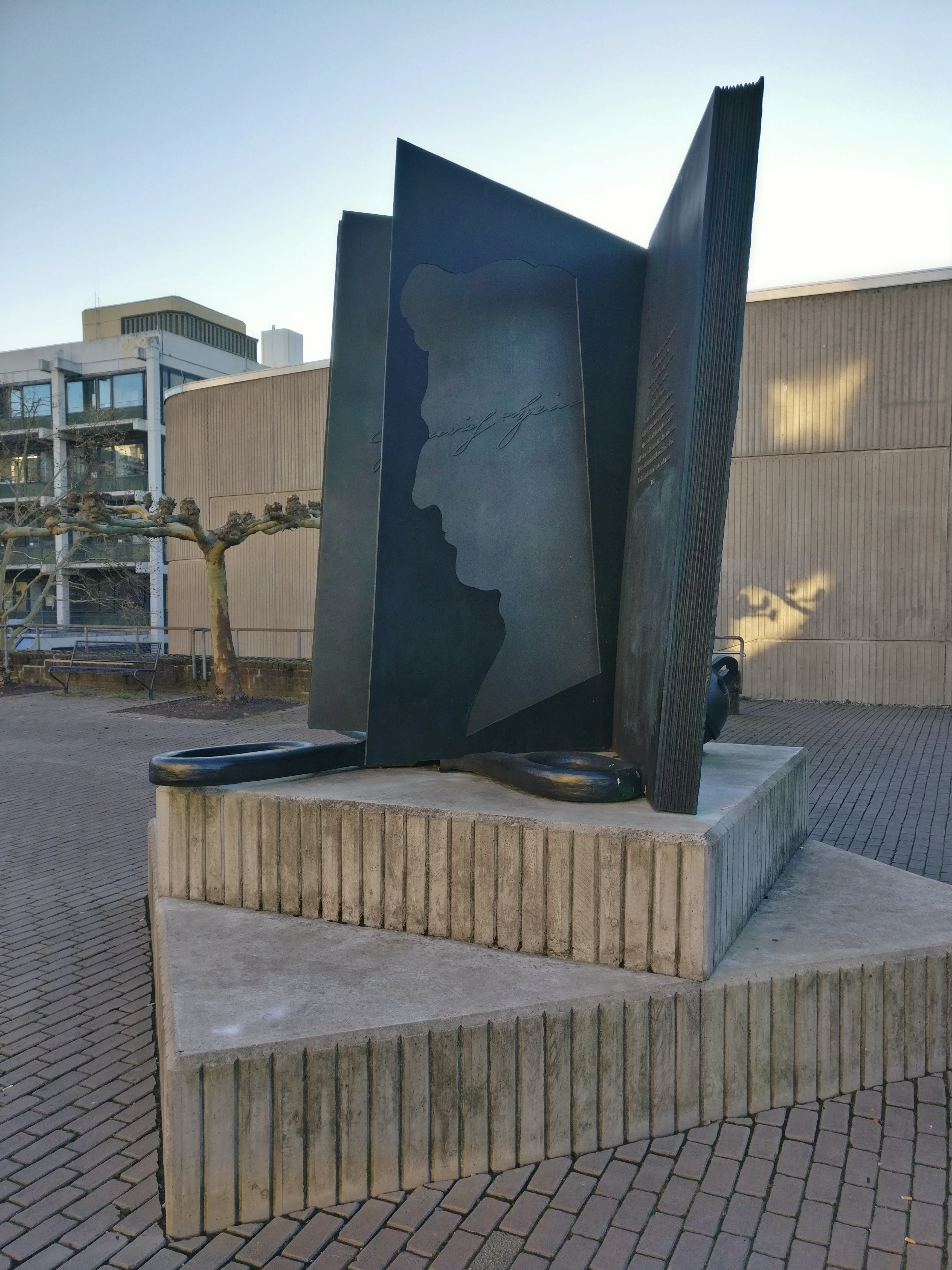
„Buch Heine“ auf dem Campus der Heinrich-Heine-Universität

Ein fünftes Heine-Denkmal wurde im Oktober 2012 in Düsseldorf aufgestellt, ebenfalls auf dem Campus der Heinrich-Heine-Universität, vor dem Roy-Lichtenstein-Saal. Es war ein Geschenk des Düsseldorfer Immobilienmaklers Lutz Aengevelt und sollte nach dessen Vorstellung das Standbild vor der Universitätsbibliothek ersetzen. Es wurde ebenfalls von Bert Gerresheim geschaffen.
Die etwa vier Meter hohe Bronze-Plastik steht auf einem begehbaren Betonsockel. Sie stellt ein aufgeklapptes Buch dar, mit einem Jugend- und einem Altersporträt Heines auf den Buchdeckeln und einem ausgeschnittenen Profil Heines auf einem Blatt. Ein weiteres Blatt trägt Zitate aus Heines Werk. Das Buch steht auf einer Schere, ein symbolischer Verweis auf die Zensur, unter der der Schriftsteller litt. Hinter dem Buch liegt eine Narrenschelle, die auf Marchese Christophoro di Gumpelinos Romeo-und-Julia-Zitat „Weh mir, ich Narr des Glücks!“ in Heines Werk Reisebilder III – Die Bäder von Lucca und mit dieser Figur auf die Platen-Affäre hinweist.

## Weitere Ehrungen Heinrich Heines in Düsseldorf
Nach Heinrich Heine sind in seiner Geburtsstadt Düsseldorf benannt das Heine-Haus, die Heinrich-Heine-Allee, die Heinrich-Heine-Universität, deren Heinrich-Heine-Gastprofessur, das Heinrich-Heine-Institut, die Heinrich-Heine-Gesellschaft und der Heinrich-Heine-Preis.